# فرهنگ شعوری
فرهنگ شعوری یا لسان العجم، واژه‌نامه‌ای فارسی به ترکی است که در دو جلد توسط حسن شعوری تألیف شده و در سال ۱۱۵۵ قمری در استانبول با حروف سربی به چاپ رسیده‌است.